# 20 Ośrodek Szkolenia Specjalistów Radioelektroniki
20 Przasnyski Ośrodek Szkolenia specjalistów Radioelektroniki – polski oddział wojskowy rozpoznania radioelektronicznego, wchodzący w skład Sztabu Generalnego Wojska Polskiego.

## Historia

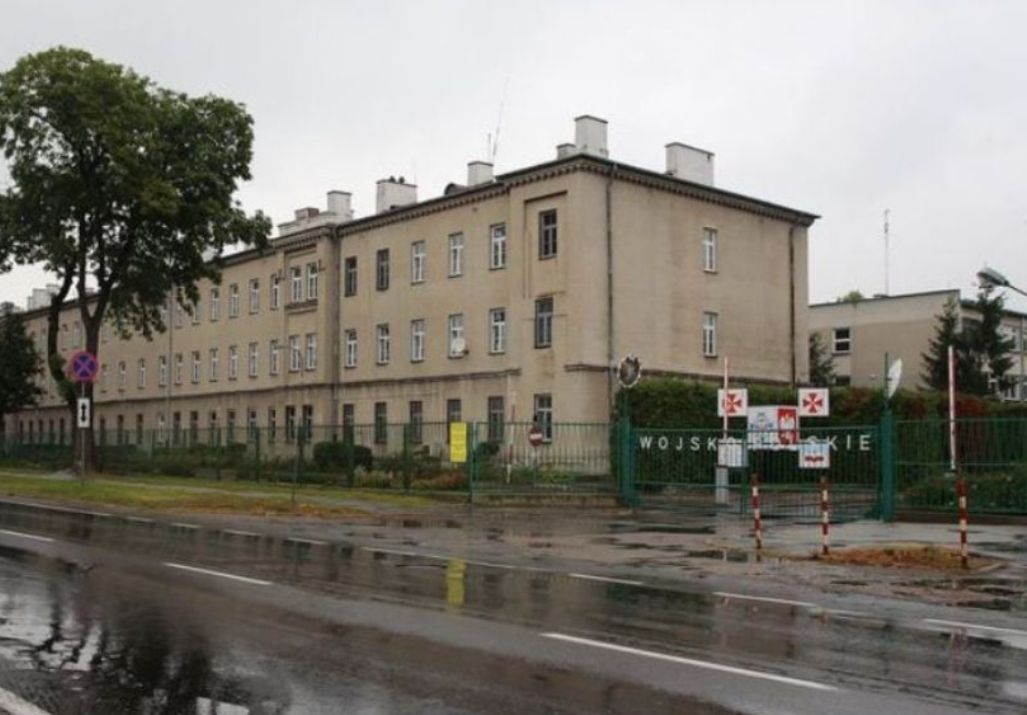
Przasnysz, 2013 r. – w tych koszarach stacjonowała jednostka JW 3832

W dniu 10 stycznia 1967 roku szef Sztabu Generalnego Wojska Polskiego wydał Zarządzenie Organizacyjne, powołujące do życia Szkołę Podoficerów i Młodszych Specjalistów Rozpoznania Radioelektronicznego, z podporządkowaniem organizacyjnym Szefowi Zarządu II Sztabu Generalnego Wojska Polskiego z miejscem stacjonowania Przasnysz.
5 kwietnia 1967 roku na podstawie rozkazu powołano grupę kadry zawodowej do utworzenia Szkoły Podoficerów i Młodszych Specjalistów Rozpoznania Radioelektronicznego. 4 maja 1967 roku rozpoczęto programowe szkolenie elewów I turnusu, które zakończono 1 października 1967 roku. Z dniem 1 września 1967 roku szef Zarządu II Sztabu Generalnego Wojska Polskiego powierzył czasowe pełnienie obowiązków dowódcy Szkoły mjr Marianowi Matusiakowi.
Z dniem 2 września 1968 r. obowiązki pierwszego etatowego dowódcy Szkoły Podoficerów i Młodszych Specjalistów Rozpoznania Radioelektronicznego objął mjr inż. Arkadiusz Wielechowski.
W latach 1969–1972 jednostka dwukrotnie zmieniła swoją nazwę: 1 kwietnia 1969 na Szkołę Podoficerów i Młodszych Specjalistów Radioelektroniki, a 1 czerwca 1972 na 20 Ośrodek Szkolenia Specjalistów Radioelektroniki.
16 października 1972 został zorganizowany w Ośrodku pierwszy w jego historii kurs przeszkolenia kadry zawodowej z jednostek rozpoznania radioelektronicznego.
W dniu 19 czerwca 1982 odbyła się uroczystość wręczenia Ośrodkowi sztandaru wojskowego (po raz pierwszy), którego fundatorem było społeczeństwo Przasnysza. Aktu wręczenia sztandaru dokonał przedstawiciel ministra Obrony Narodowej, szef zarządu II Sztabu Generalnego Wojska Polskiego płk dr inż. Roman Misztal.
W 1991 roku 20 OSSRel w wyniku zmian organizacyjnych w SZ RP zmienił swoją podległość służbową ze Sztabu Generalnego WP na Główny Zarząd Szkolenia Bojowego.
W dniu 17 sierpnia 1996 społeczeństwo miasta i gminy Przasnysz funduje Ośrodkowi sztandar wojskowy nowego wzoru. Podczas tej uroczystości na podstawie decyzji nadano jednostce nazwę wyróżniającą „Przasnyski” oraz ustanowiono święto w dniu 5 kwietnia.
Od roku 1996 20 POSSRel w ramach zasadniczej działalności szkoleniowej w dziedzinie rozpoznania radioelektronicznego podjął zadania przeszkalania młodszych specjalistów w zakresie zakłóceń radiowych.
Z dniem 31 grudnia 2002 roku w wyniku decyzji ministra Obrony Narodowej oraz rozkazu szefa Sztabu Generalnego Wojska Polskiego 20 POSSRel uległ rozformowaniu. W oparciu o jego bazę szkoleniową i zasoby kadrowe powstaje przy 2 Ośrodku Radioelektronicznym w Przasnyszu batalion szkolny, który przyjął poprzednie zadania szkoleniowe.

## Dowódcy
- mjr Marian Matusiak (1967–1968)[a]
- płk Arkadiusz Wielechowski (1968–1978)
- ppłk Robert Łuczkiewicz (1978–1983)
- płk dypl. Stanisław Krzyżanowski (1983–1988)
- płk Tadeusz Jędrzejczak (1988–1994)
- płk dypl. Jerzy Biss (1994–1998)
- płk dypl. Waldemar Trochimiuk (1998–2002)
- ppłk Paweł Grałek (2002)

## Wyróżnienia
20 Przasnyski Ośrodek Szkolenia Specjalistów Radioelektroniki zdobył w swej historii następujące wyróżnienia:
- 1977 – laureatem „Srebrnego Pierścienia” na Festiwalu Piosenki Żołnierskiej w Kołobrzegu został elew 20 OSSR mar. Mirosław Rymarz (po ukończeniu ZSW został członkiem Zespołu Estradowego Marynarki Wojennej „Flotylla”)
- 1987 – na jubileusz 20-lecia 20 OSSRel otrzymał wyróżnienia – medal „Za zasługi dla województwa ostrołęckiego”, medal „Za zasługi dla województwa ciechanowskiego” i odznakę honorową „Za zasługi dla oświaty”
- 1988 – 20 OSSRel znalazł się w rozkazie ministra Obrony Narodowej jako jedna z wyróżniających się jednostek i uhonorowany medalem „Za zasługi w służbie wojskowej”
- Medal „Za zasługi dla Warszawskiego Okręgu Wojskowego”
- Medal „Za zasługi dla Pomorskiego Okręgu Wojskowego”
- Medal „Za zasługi dla Śląskiego Okręgu Wojskowego”
- Medal „Za zasługi dla Marynarki Wojennej”

## Bilans XXXV-lecia 20 POSSRel
- przeszkolono blisko 30 tys. młodszych specjalistów rozpoznania i walki radioelektronicznej
- w ramach szkolenia kursowego przeszkolono blisko 150 oficerów, 100 chorążych i 300 podoficerów zawodowych
- przeszkolono 105 oficerów z Podoficerskiej Szkoły Zawodowej im. Rodziny Nalazków

## Odznaka pamiątkowa
Odznaka wykonana w kształcie krzyża na rozecie, z którego wychodzą błyskawice. Krzyż emaliowany w kolorze chabrowym. Pośrodku na tarczy herb Przasnysz. Na ramionach krzyża napisy 20 OSS REL, 1967
Metal srebrzony (40×40 mm). Projekt: Krzysztof Miecznikowski
Wykonanie: Piotr Olek – Warszawa
Projekt – metal brązowiany